# Heaven Only Knows/13ヶ月
「Heaven Only Knows/13ヶ月」（ヘヴン・オンリー・ノウズ/じゅうさんかげつ）はCHEMISTRY36枚目のシングル。2018年6月20日ソニー・ミュージックアソシエイテッドレコーズから発売。

## 解説
松尾潔がプロデュースを手掛けるCHEMISTRY再始動後第2弾両A面シングル。
「Heaven Only Knows」は現行USトレンドを取り込んだR & BサウンドとキャッチーなJ-POPらしい歌謡性を含んだメロディーのミディアムR&Bナンバー。山梨県にある宿泊施設で撮影されたMVは金田聡樹がディレクターを務め、だまし絵のような異空間を思わせる世界で無限ループに迷い込むCHEMISTRYを題材にしている。自分自身を追い越してしまう場面はボディダブルがCHEMISTRYを演じている。
「13ヶ月」はピアノバラード曲。レコーディングは2人同時にブースに入り1発録りで行われた。曲について堂珍は「この「13ヶ月」という曲は沢山の人の愛の形が描かれています。 愛している人、愛されている人、愛されてないと思っている人、愛だと気づいて欲しい人。瞬間を逃してしまう事より、相手を思いやる優しい気持ちに気づき大切にした希望の歌です。愛はいつもあなたの身近にあります。」と述べている。
表題曲どちらも別れの曲だが「Heaven Only Knows」は失恋直後で失った愛を悔やんでいるエモーショナルな感情を歌った物語、「13ヶ月」は時間が経過し悲しみに懐かしさと感謝も交じり合い、これからのことを冷静に考えている再出発の物語、といった一つの長いストーリーを感じられる1枚となっている。

## リリース
2018年5月13日iTunes予約注文スタート。配信限定で全国ツアー最終公演音源より「君をさがしてた -from "LIVE TOUR 2017-18「Windy」”3月7日 Bunkamura オーチャードホール-」収録。
CD+DVD+写真集付初回限定盤、CDのみの通常盤、12インチ・アナログ盤の3形態で同時発売。それぞれの形態で収録曲数や内容は異なり、その形態でしか聴けない音源が含まれている。

## 収録曲

### 初回限定盤
DVDトールケース仕様／40P写真集ブックレット、スリーブケース付属
CD
1. Heaven Only Knows  [4:03] 
作詞：松尾潔／作曲：川口大輔／編曲：和田昌哉・川口大輔
2. 13ヶ月  [4:25]
作詞：松尾潔／作曲：松尾潔・豊島吉宏／編曲：和田昌哉・MAESTRO-T・川口大輔

DVD
- 全国ツアーからのツアーメイキング映像、ツアーファイナルからの「Heaven Only Knows」ライブ初披露時映像、MVとメイキング、前作「Windy」のMV、「ユメノツヅキ」Lyric Videoほか。

1. LIVE TOUR 2017-18　「Windy」 - Behind The Scene Movie -
2. Heaven Only Knows　- from "LIVE TOUR 2017-18 「Windy」" 3月7日 Bunkamura オーチャードホール -
3. Heaven Only Knows - Music Video -
4. Heaven Only Knows - Music Video Making Movie -
5. ユメノツヅキ（Slow & Emotional） - from "LIVE TOUR 2017-18 「Windy」" 3月7日 Bunkamura オーチャードホール -
6. Windy - Music Video -
7. Windy - Music Video Making Movie -
8. ユメノツヅキ（Short ver.） - Lyric Video-

### 通常盤
CD
1. Heaven Only Knows [4:03]
2. 13ヶ月 [4:27]
3. Heaven Only Knows （T-Groove Remix） [4:53] 
作詞：松尾潔／作曲：川口大輔／編曲：Yuki "T-GROOVE" Takahashi
4. Heaven Only Knows -Instrumental- [4:03]
5. 13ヶ月 -Instrumental- [4:25]

### 完全生産限定アナログ盤
アナログ盤12inch／カラーレコード：クリアブルー盤
Side-A
1. Heaven Only Knows
2. 13ヶ月

Side-B
1. Heaven Only Knows （T-Groove Remix） 12inch ver.
2. Heaven Only Knows （T-Groove & monolog Mellow Mix）

## 特典
- TOWER RECORDS全店（オンライン含む/一部店舗除く）特典：TOWER RECORDSオリジナルB3ポスター
- HMV全店（ローチケHMV含む/一部店舗除く）特典：HMVオリジナルB3ポスター
- TSUTAYA RECORDS（一部店舗除く）/ TSUTAYAオンラインショッピング（予約のみ）特典：TSUTAYAオリジナルB3ポスター
- TSUTAYA RECORDS抽選特典：CHEMISTRY直筆サイン入りポスター（10名）
- 新星堂/WonderGOO全店(一部店舖除く) および新星堂WonderGOO楽天市場店特典：新星堂/WonderGOOオリジナルB3ポスター
- Amazon.co.jp特典：AmazonオリジナルB3ポスター
- 対象店舗限定オリジナルB3ポスター
- ファンクラブ会員特典：アナザージャケット(2種類)
- Sony Music Shop特典
  1. 早期予約（単品）応募特典：A賞プレミアムイベント(計200名)、B賞直筆サイン入りタンブラー(500名)
  2. 単品特典：Sony Music ShopオリジナルB3ポスター
  3. 3形態まとめ買い特典：クリアファイル3種セット

## 演奏

### 13ヶ月
- acoustic piano,keyboards and glockenspiel：川口大輔
- electric and acoustic guitars：石成正人
- electric bass：大神田智彦
- drums：佐野康夫
- chromatic harmonica：田中光栄
- strings：三井大生ストリングス

### Heaven Only Knows (T-Groove Remix)
- electric and acoustic guitars：Yuma Hara
- electric bass：Takao "Baby" Nakashima
- fender rhodes,vibraphone and harp：Yuki"monolog"Kanesaka
- drum programing,percussions,synthesizer：Yuki "T-Groove" Takahashi